# Arrondissement Compiègne
Compiègne is een arrondissement van het Franse departement Oise in de regio Hauts-de-France. De onderprefectuur is Compiègne.

## Kantons
Het arrondissement was tot 2014 samengesteld uit de volgende kantons:
- Kanton Attichy
- Kanton Compiègne-Nord
- Kanton Compiègne-Sud-Est
- Kanton Compiègne-Sud-Ouest
- Kanton Estrées-Saint-Denis
- Kanton Guiscard
- Kanton Lassigny
- Kanton Noyon
- Kanton Ressons-sur-Matz
- Kanton Ribécourt-Dreslincourt

Vanaf de herindeling van de kantons van 2014, met uitwerking in maart 2015 zijn dat :
- Kanton Compiègne-1
- Kanton Compiègne-2
- Kanton Estrées-Saint-Denis (deel 38/71)
- Kanton Noyon
- Kanton Thourotte